# Руски-Крстур
Руски-Крстур (серб. Руски Крстур, южнорусин. Руски Керестур) — село в общине Кула Западно-Бачского округа, Воеводина, Сербия.
Руски-Крстур является культурным центром русинов в Воеводине.
Население села составляет 4585 человек (2011 год). Занимаемая площадь — 58,6 км².
Через село проходит автомагистраль М-3 Богоево-Каравуково. В юго-западной части села находится канал Косанчич-Мали Стапар, который является частью канала Дунай — Тиса — Дунай.

## История
Название «Руски-Крстур» происходит от названия народа русины и славянского слова крсто («крест»).
Руски-Крстур — одно из старейших сёл на территории Воеводины, населённых русинами. Ранее было известно под названием Бач Крстур (Bač Kerestur). В 1751 году получило статус после прибытия около 80 русинских семей из северо-западной части бывшего Королевства Венгрия. Как и многие другие поселения на юге Венгрии, возникшие в середине XVIII века, село было построено с прямоугольными улицами шириной более 10 м.
Основная волна колонизации состоялась в 1745—1746 годах, переселенцы прибыли из Кошице, Ужгорода и Мишкольца. В 1784 году была построена русинская грекокатолическая церковь, ныне кафедральный собор Святого Николая.

## Демография
Подавляющее большинство населения составляют русины (около 86 %). В последние годы население села постоянно уменьшается из-за эмиграции русинов в Канаду, в основном, в провинцию Саскачеван.
|  |

| Год  | Население, жителей |
| ---- | ------------------ |
| 1948 | 5874               |
| 1953 | 6115               |
| 1961 | 5873               |
| 1971 | 5960               |
| 1981 | 5826               |
| 1991 | 5636               |
| 2002 | 5213               |

## Религия
Русины в основном принадлежат к грекокатолической церкви. Руски-Крстур является центром русинских греко-католиков Сербии.
В селе находится центр Апостольского экзархата Сербии и Черногории. С момента создания экзархат возглавляет епископ Юрий (Джуджар). Согласно статистике Католической церкви число прихожан экзархата около 22,1 тысячи человек. Экзархат насчитывает 21 священника и 20 приходов (данные 2016 года).

## Образование
В селе действует гимназия имени Петра Кузмяка — единственная в мире, где предоставляется возможность получения среднего образования на русинском языке. Большинство общественных и культурных деятелей русинской общины в стране являются выпускниками Крстурской школы, она же поставляет основную массу студентов кафедр русинского языка и литературы.

## Спорт
В 1923 году в селе был создан футбольный клуб «Русин». Действуют гандбольный клуб, шахматная команда, команда по теннису и т. д.

## Известные уроженцы и жители
- Костельник, Гавриил Фёдорович (1886—1948) — священник Русской православной церкви, протопресвитер.
- Кузмяк, Петро (1816—1900) — русинский педагог, поэт, деятель русинской культуры.
- Лабош, Андрей (1826—1918) — русинский церковный и общественный деятель, поэт.
- Лабош, Владислав (1855—1924) — русинский церковный и общественный деятель, переводчик.
- Няради, Дионисий (1874—1940) — грекокатолический епископ, титулярный епископ Абилы Палестинской (по другим данным — Абилы Лисанийской), епископ Крижевицкой епархии, апостольский администратор Прешова.
- Рамач, Михаил Юрьевич (род. 1951) — сербский и русинский журналист, переводчик, поэт, телесценарист.
- Ризнич, Пётр Иванович («Дядя», 1890-1966) — театральный режиссёр и культурный деятель. В его честь назван местный театр, а с 1969 г. ежегодно проходит театральный фестиваль.

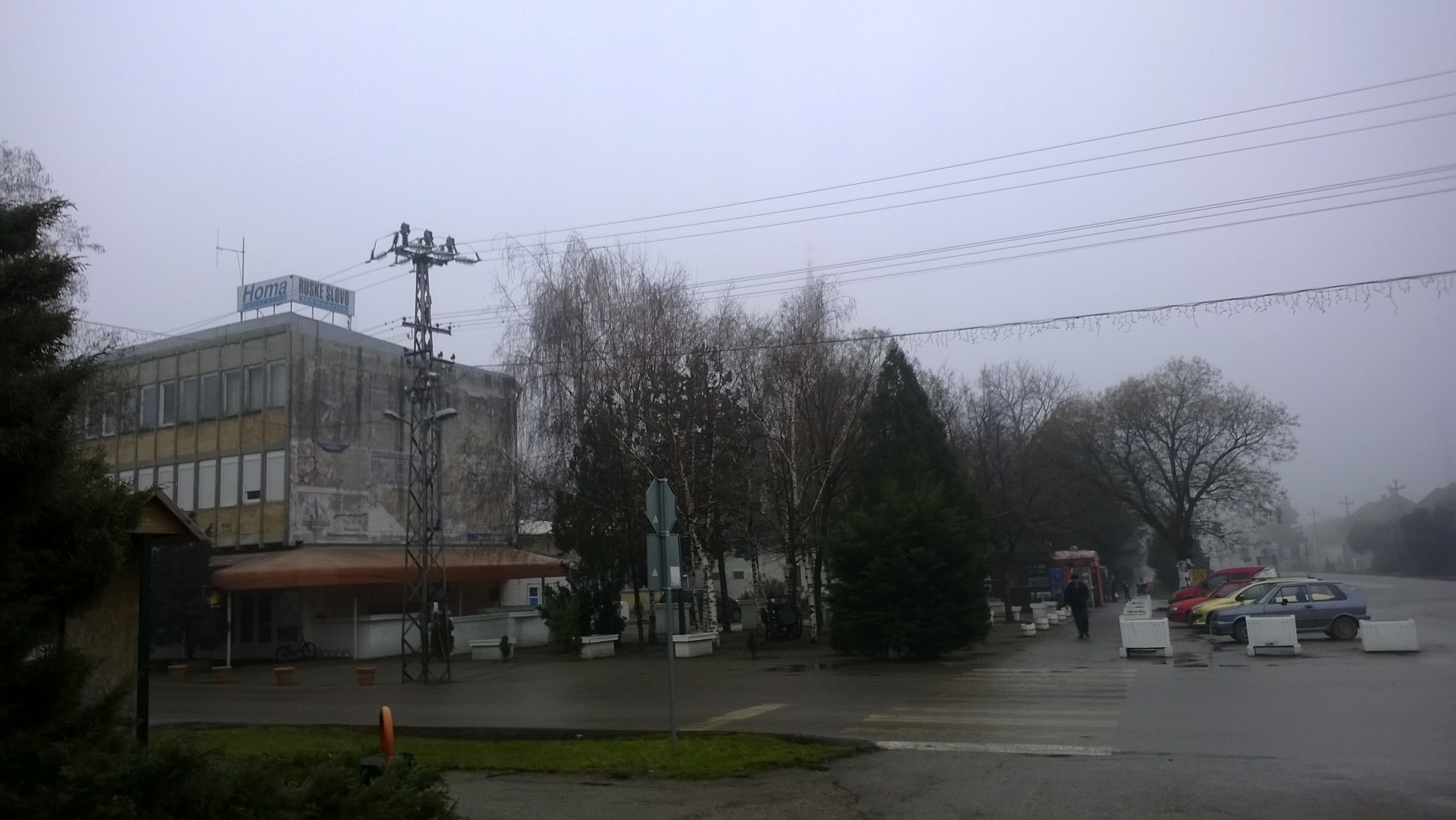
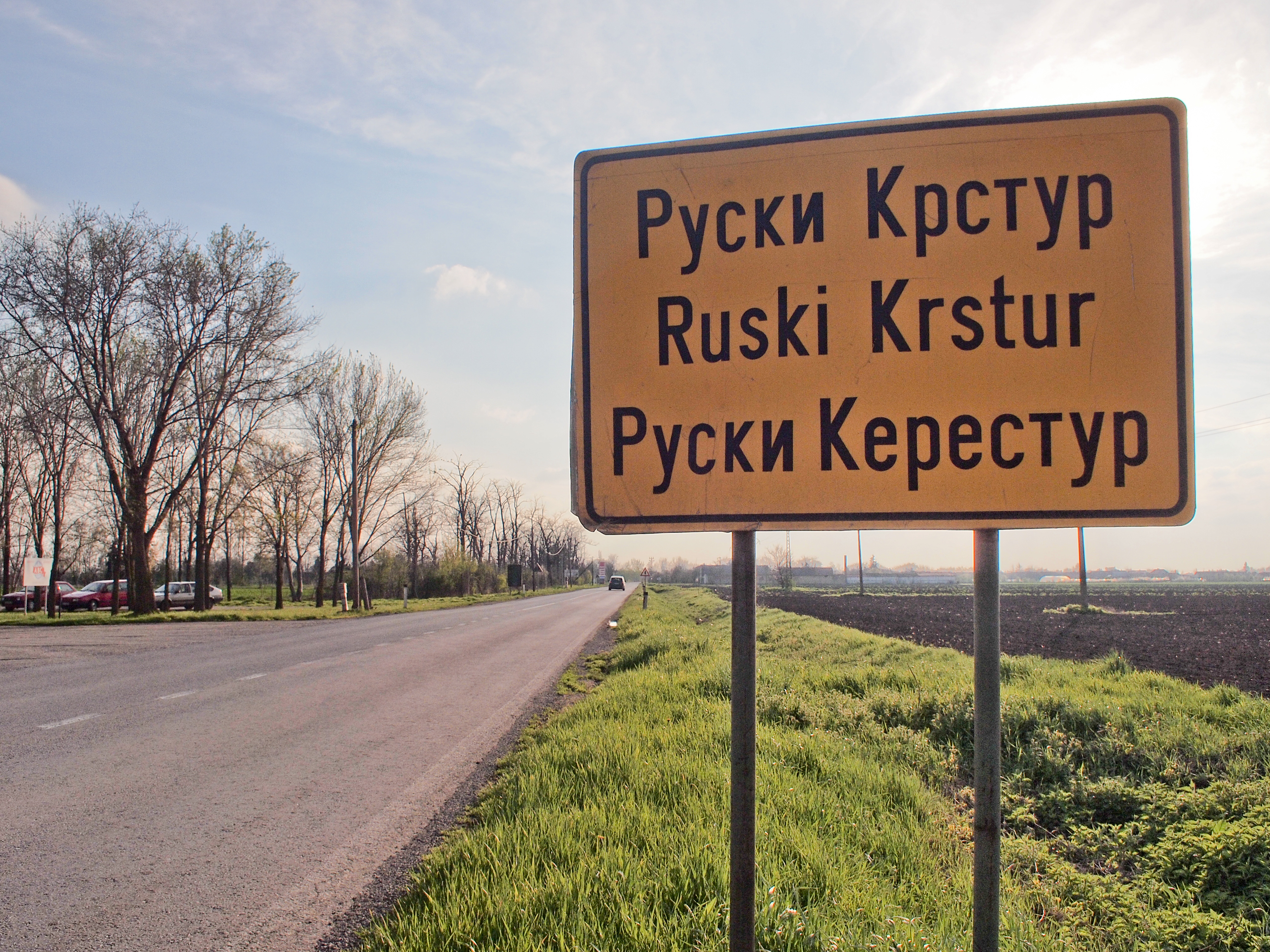
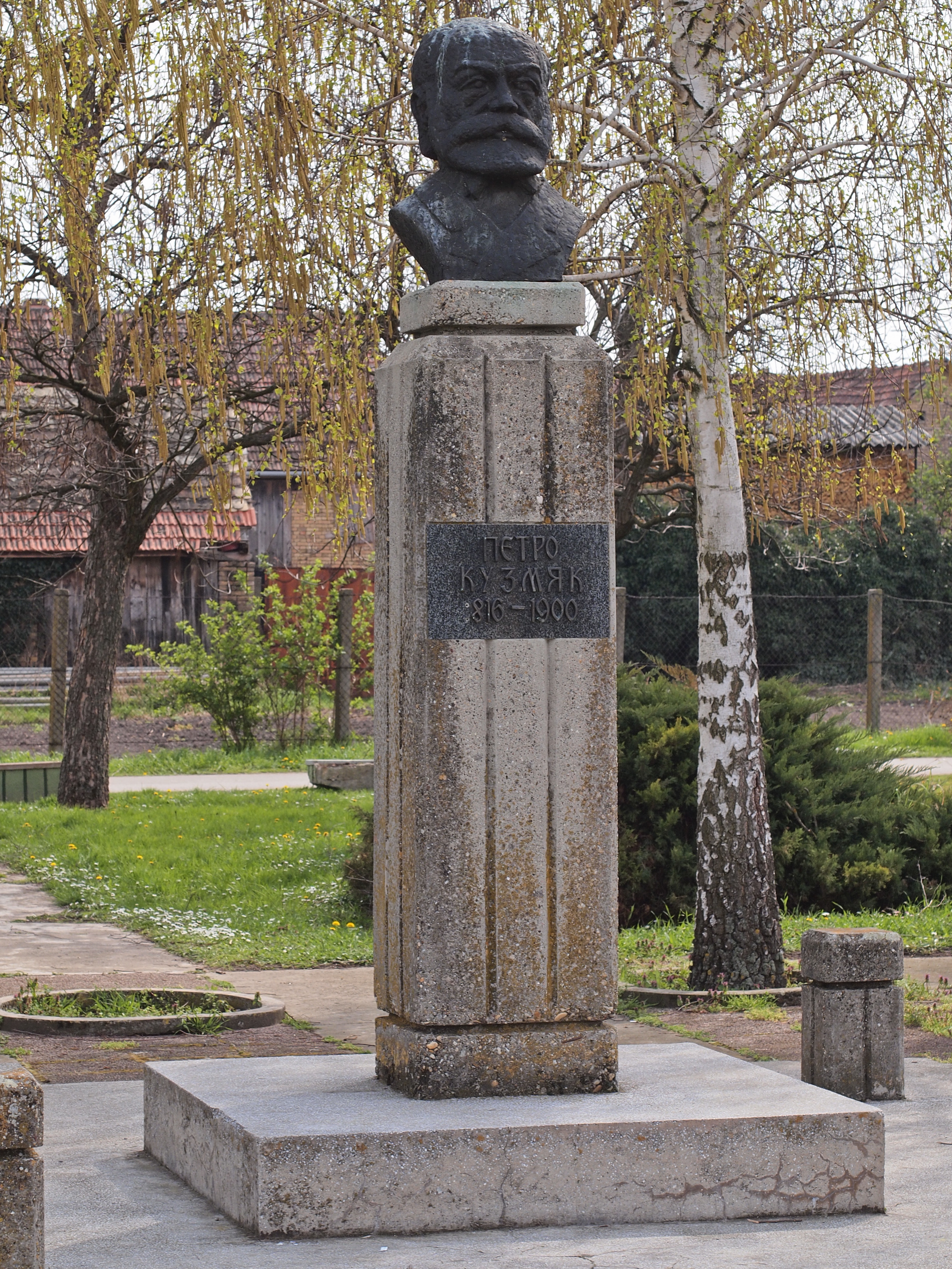
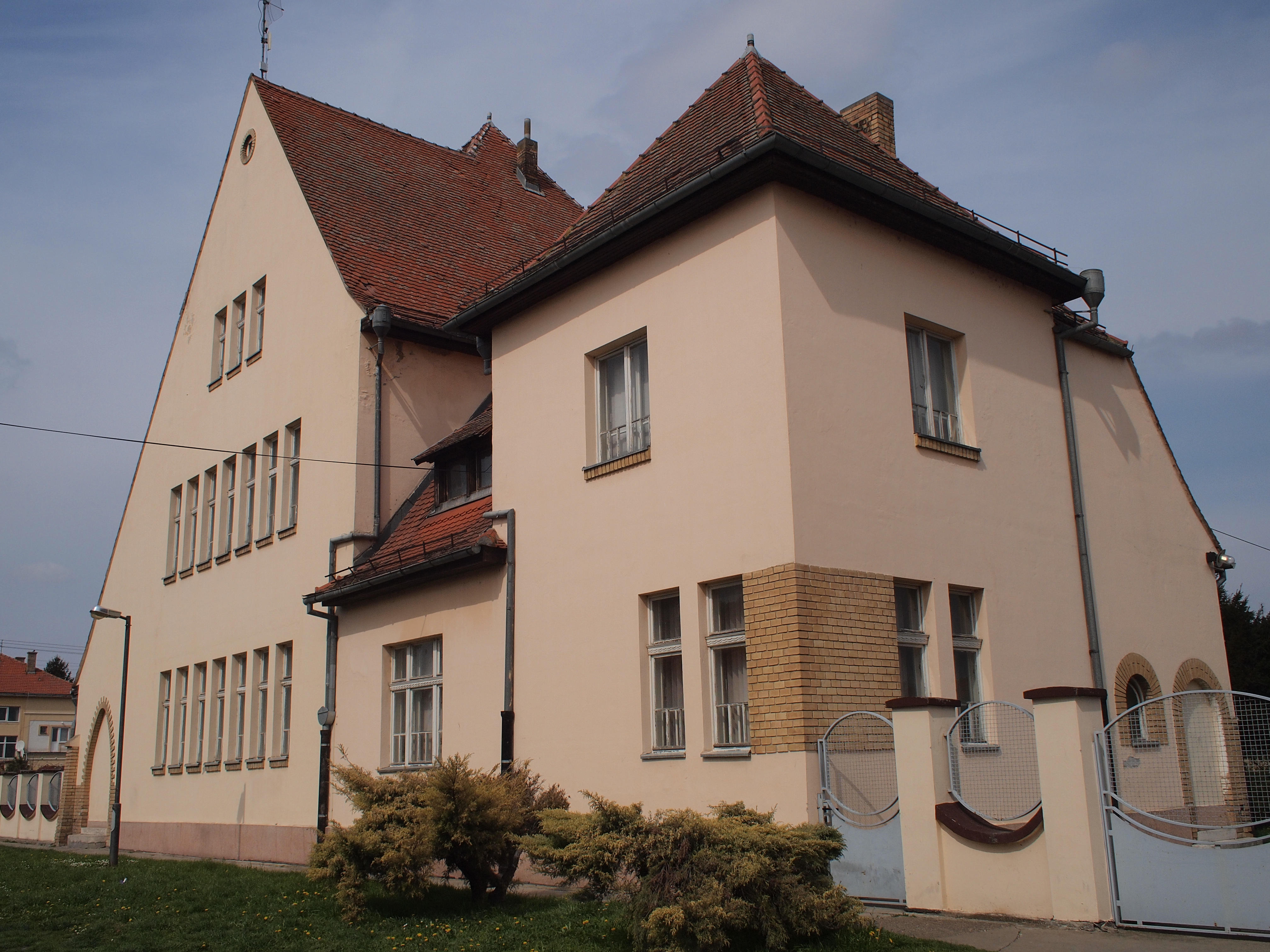
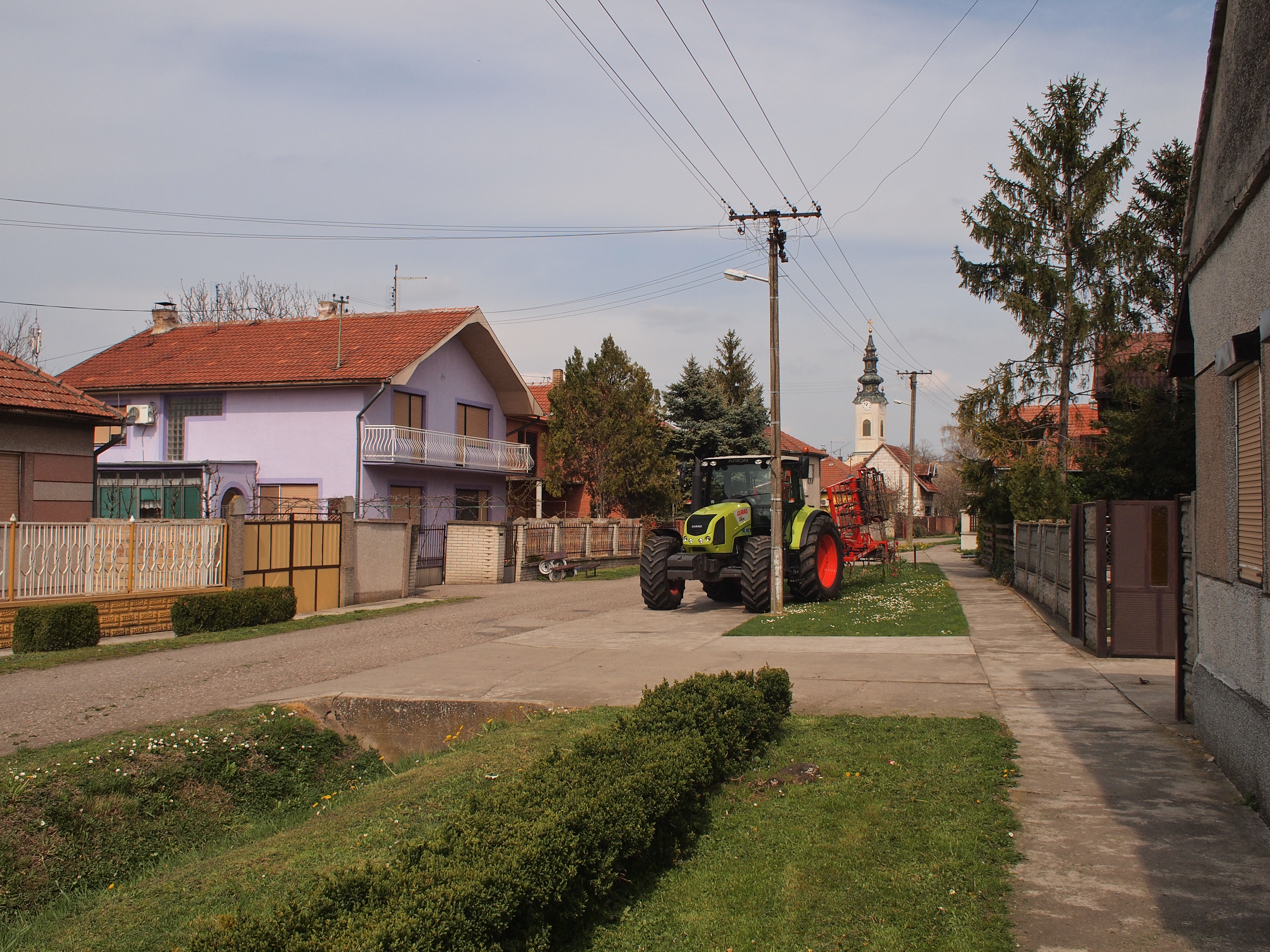
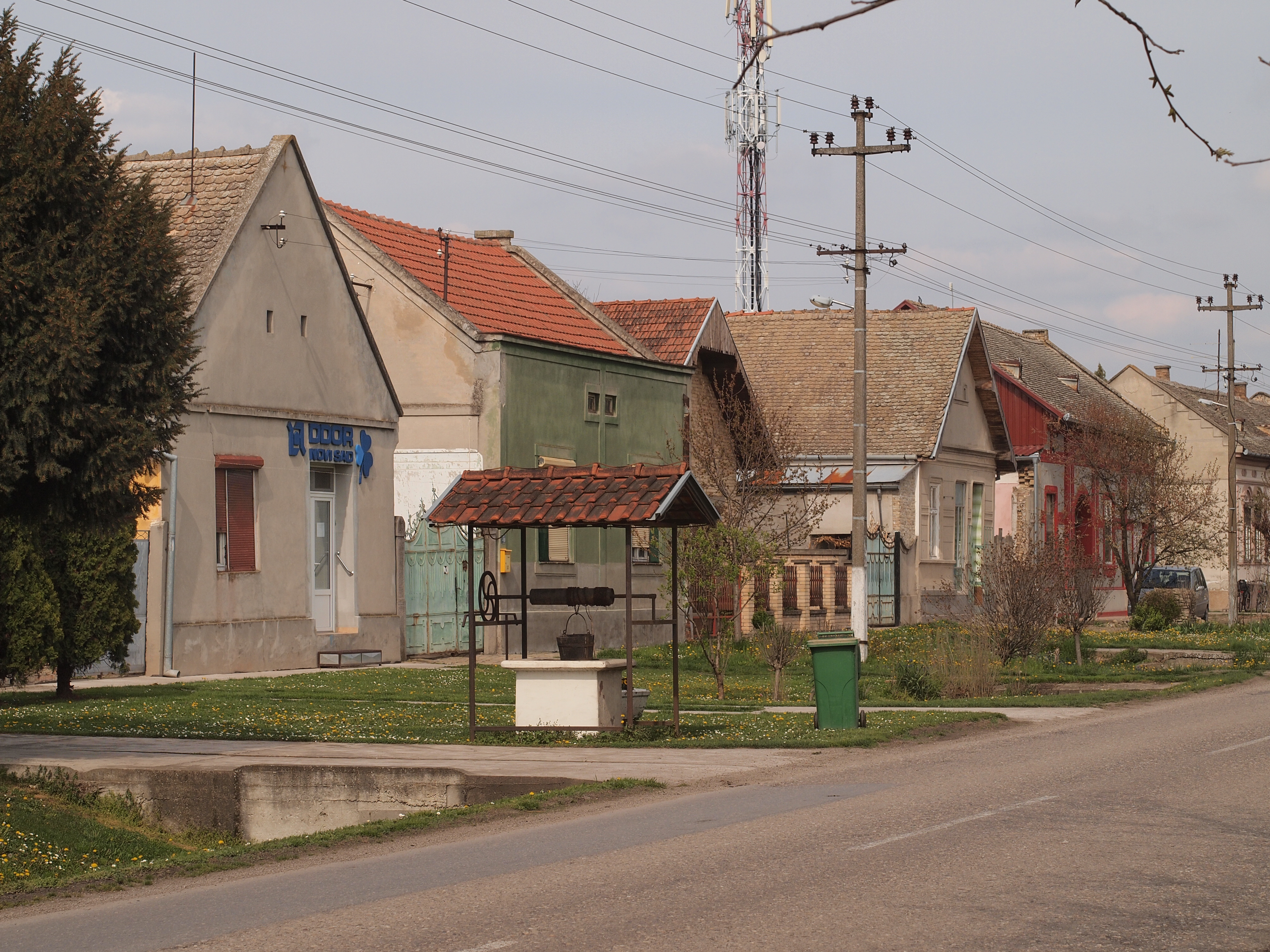
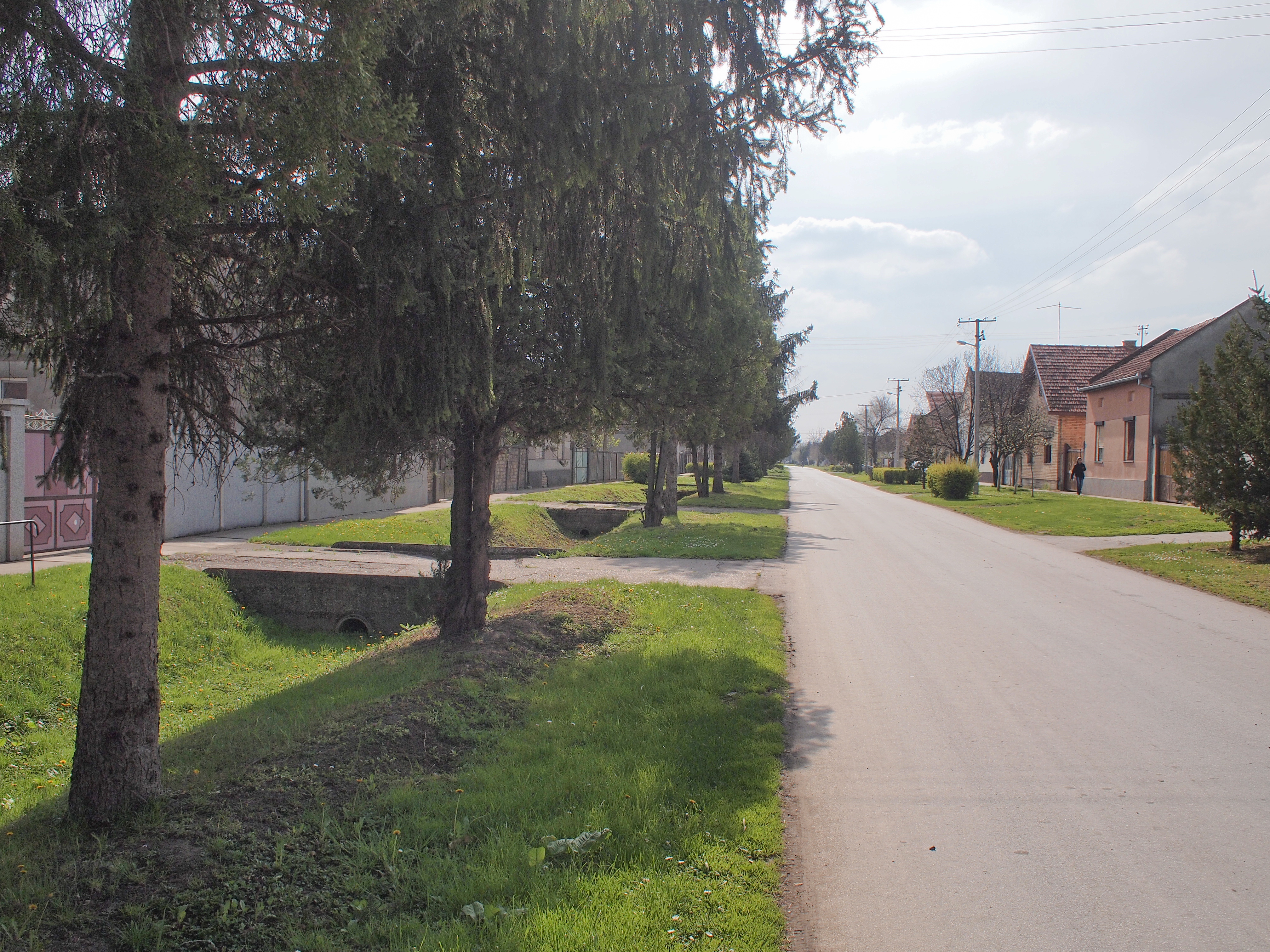
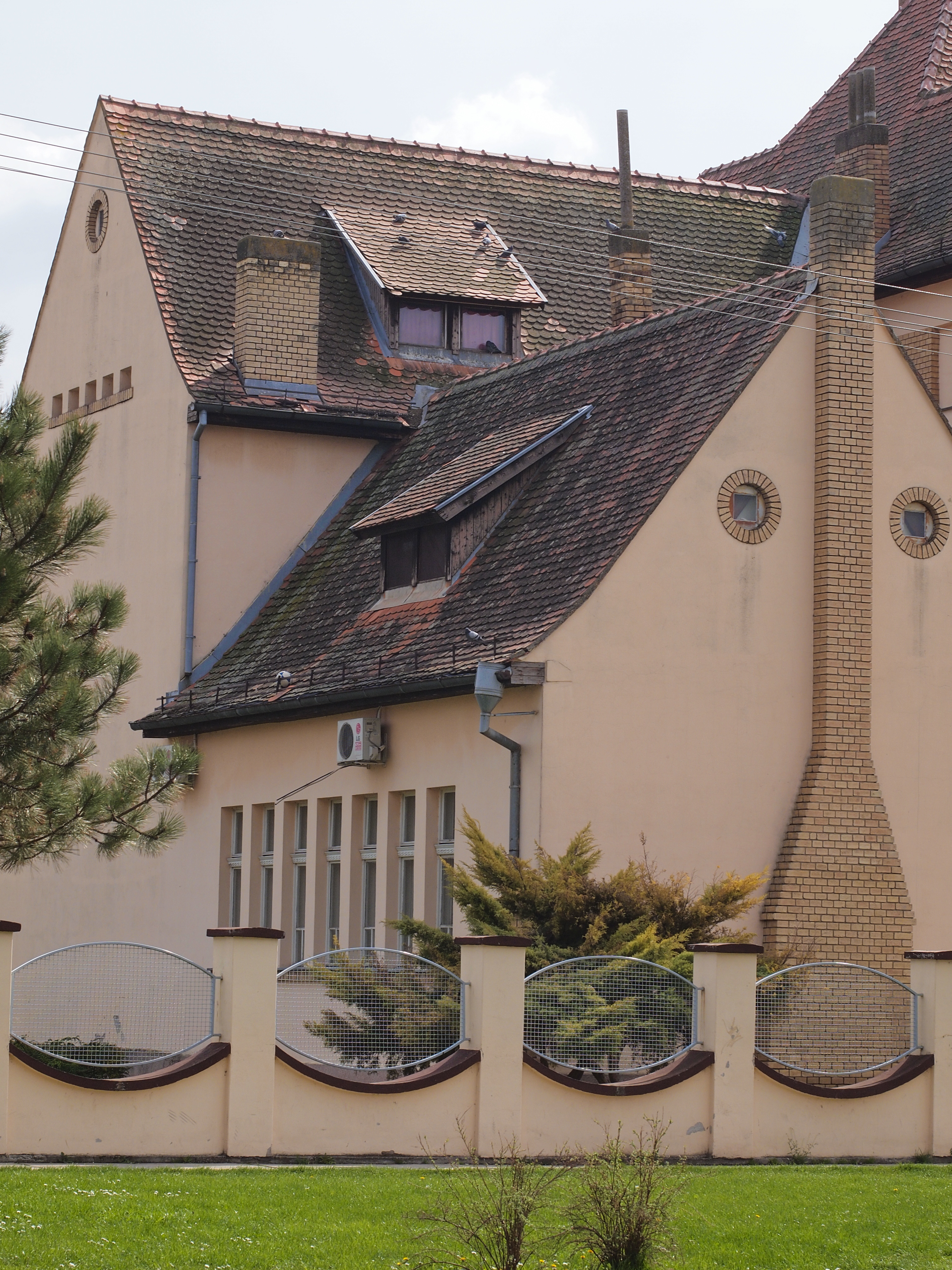
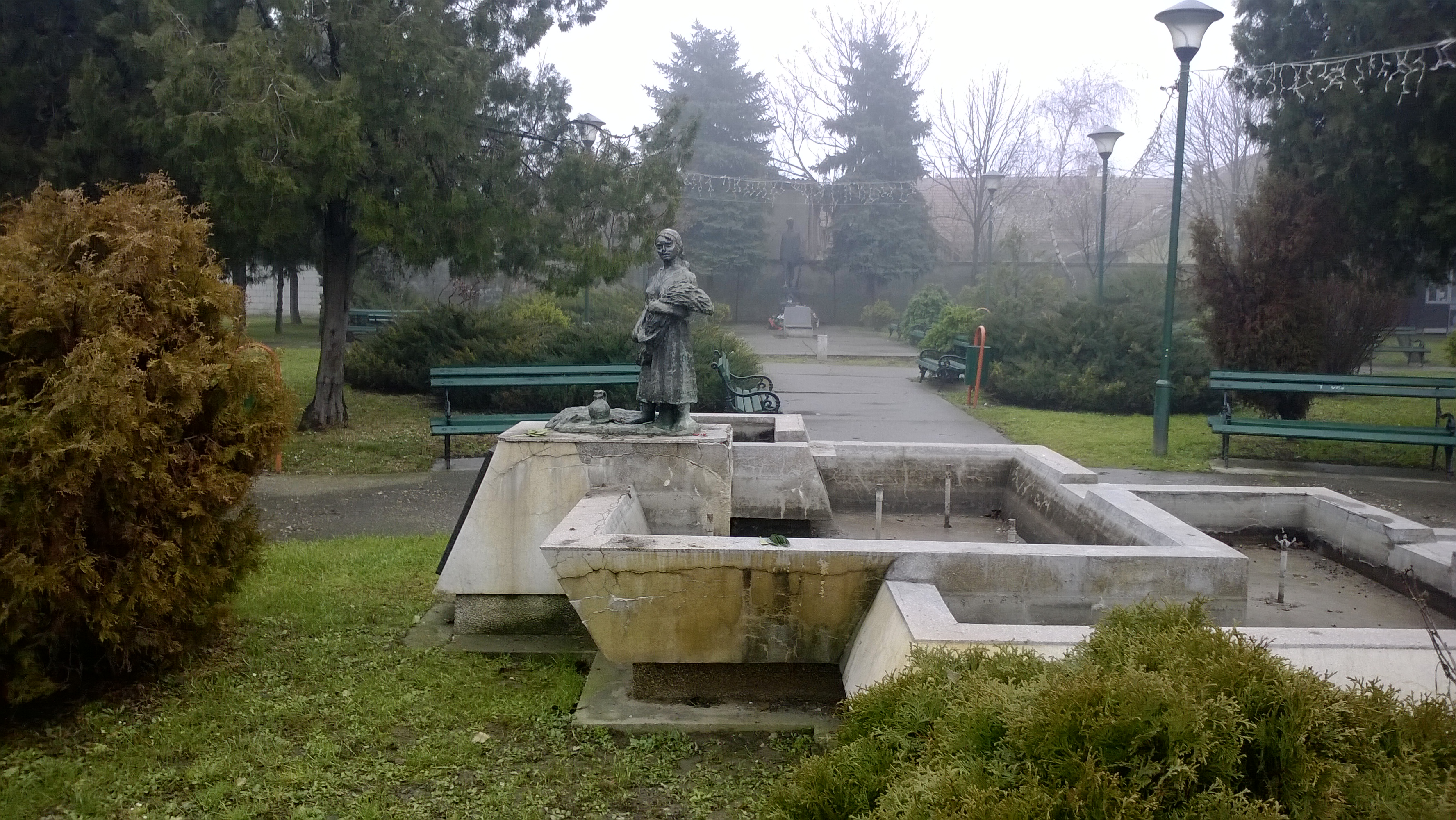
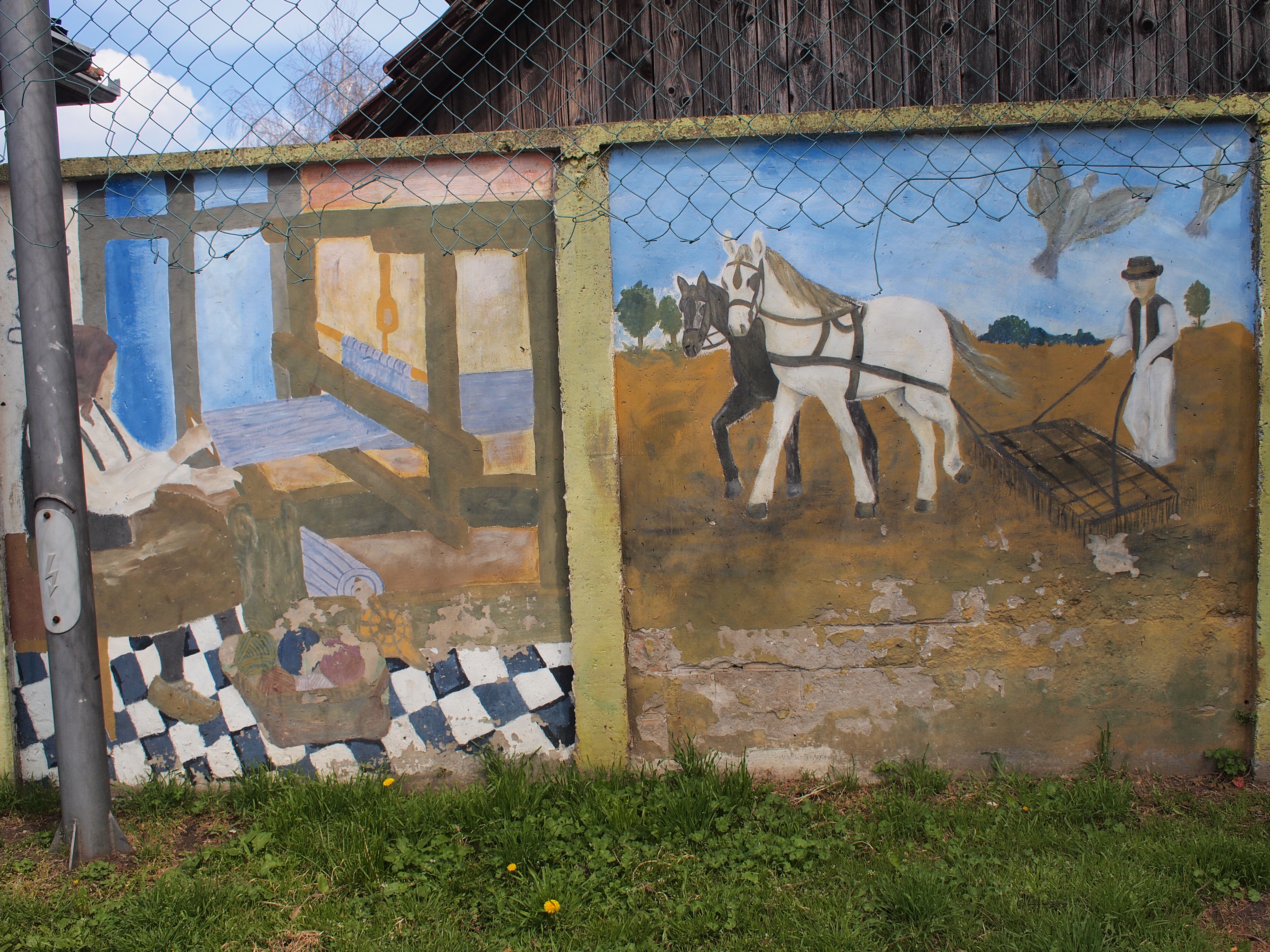